# دختران خطرناک هستند
دختران خطرناک هستند (انگلیسی: Girls Marked Danger) فیلمی در ژانر درام به کارگردانی لوئیجی کومنچینی است که در سال ۱۹۵۲ منتشر شد.

## بازیگران
- مارک لارنس
- الئونورا روسی دراگو
- اتوره مانی
- ویتوریو گاسمن
- سوفیا لورن
- سیلوانا پامپانینی
- انریکو ماریا سالرنو
- مارا برنی
- اینیاتسو بالسامو
- رزینا گالی